# Luiwerk

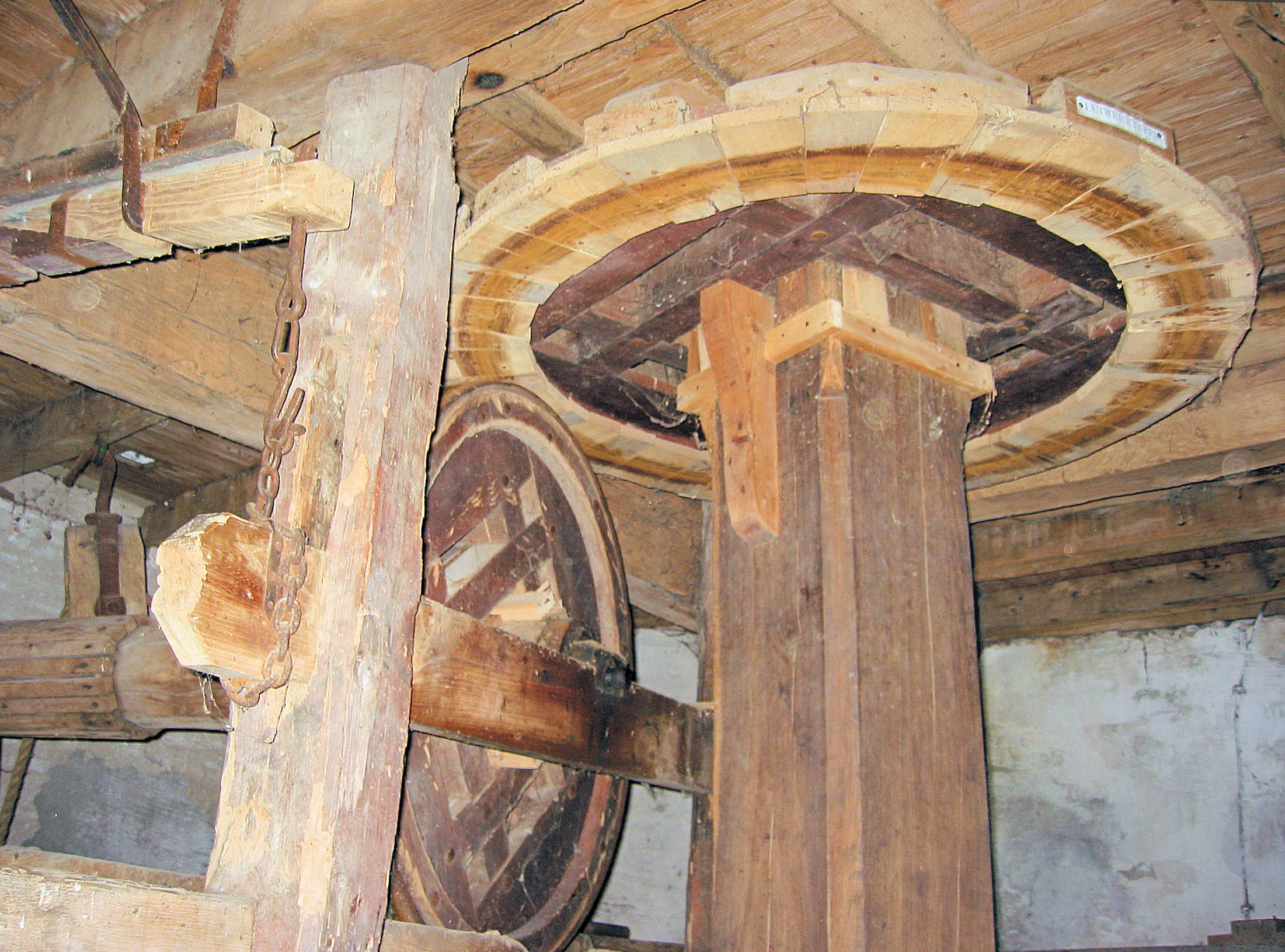
Luiwerk van de De Zwaan, Lienden. Het luiwiel wordt van onderen tegen de luitafel getrokken.

Het luiwerk is een inrichting op een molen voor het ophijsen (luien) van zakken graan. Doorgaans worden jute zakken met een simpele klem (een "molenaartje") aan het luitouw vastgemaakt. Voor het ophijsen van andere zaken wordt soms een luimat, gemaakt van zeildoek, gebruikt.
Het laten zakken (afschieten) van meel of gort wordt doorgaans met de hand gedaan. Het afschietwerk is slechts een lang touw dat bovenin door een katrol loopt. Bij veel korenmolens wordt het luiwerk ook gebruikt voor het afschieten, maar dan alleen bij een niet draaiende molen. De luitafel wordt dan als rem gebruikt, zodat de zak niet met een klap op de grond komt. Bij sommige korenmolens remt de molenaar met de hand (handschoen gewenst) door de tegengesteld bewegende enden tegen elkaar aan te klemmen. Ook zijn er korenmolens met een apart afschietwerk, zoals bij de Walderveense molen.

## Luitafel
Op de koningsspil (verticaalstaande hoofdas) zit tussen de bovenbonkelaar of bovenrondsel en het spoorwiel de luitafel, een wiel dat het luiwerk aandrijft. Ook kan de luitafel één geheel zijn met het spoorwiel. Het is meestal een vlak wiel zonder tanden (kammen), zoals bij het zogenaamde sleepluiwerk en waarvan het oppervlak uit populierenhout bestaat. Veel molens, met name in het noorden van het land, hebben echter een kammenluiwerk, waarbij op de luitafel (de luibonkelaar) en het luiwiel kammen zitten. Een nadeel van een kammenluiwerk is dat het stotend werkt, omdat het stilstaande luiwiel in de kammen van de continu draaiende luitafel grijpt. Om dit enigszins te ondervangen kan met de luireep het luiwerk met de hand in gang gebracht worden alvorens het luiwiel met het stuurtouw in de kammen van de luibonkelaar te schuiven. Een voordeel van een kammenluiwerk is dat er geen slip kan optreden, wat wel het geval is bij een sleepluiwerk.

## Varkenswiel
Bij de standerdmolen wordt het luiwerk rechtstreeks door het bovenwiel aangedreven met het zogenaamde varkenswiel, een wiel met kammen. Een andere naam voor dit wiel is sterrewiel. Het luiwerk zit rechts of links in de molen.

## Luiwerk
Het luiwerk zelf bestaat uit een aangedreven wiel, een houten as (de luias) waaromheen bij het ophijsen het touw gerold wordt en het gaffelwiel met een dik touw (de luireep) dat dienstdoet bij het ophijsen met handkracht. Het dunne touw (het stuurtouw) zit vast aan een hefboom (de lichtboom), dat een andere hefboom (de pasbrug, waarin de luias gelagerd is) bedient, waarmee het aan te drijven wiel op en van de luitafel gezet wordt. Met de luireep kan het ophijsen (het luien) en het laten zakken (het afschieten) met handkracht gedaan worden. De molen Op Hoop Van Beter heeft een sleepluiwerk met een soort vangbalk, waardoor het stuurtouw niet constant aangetrokken behoeft te houden.

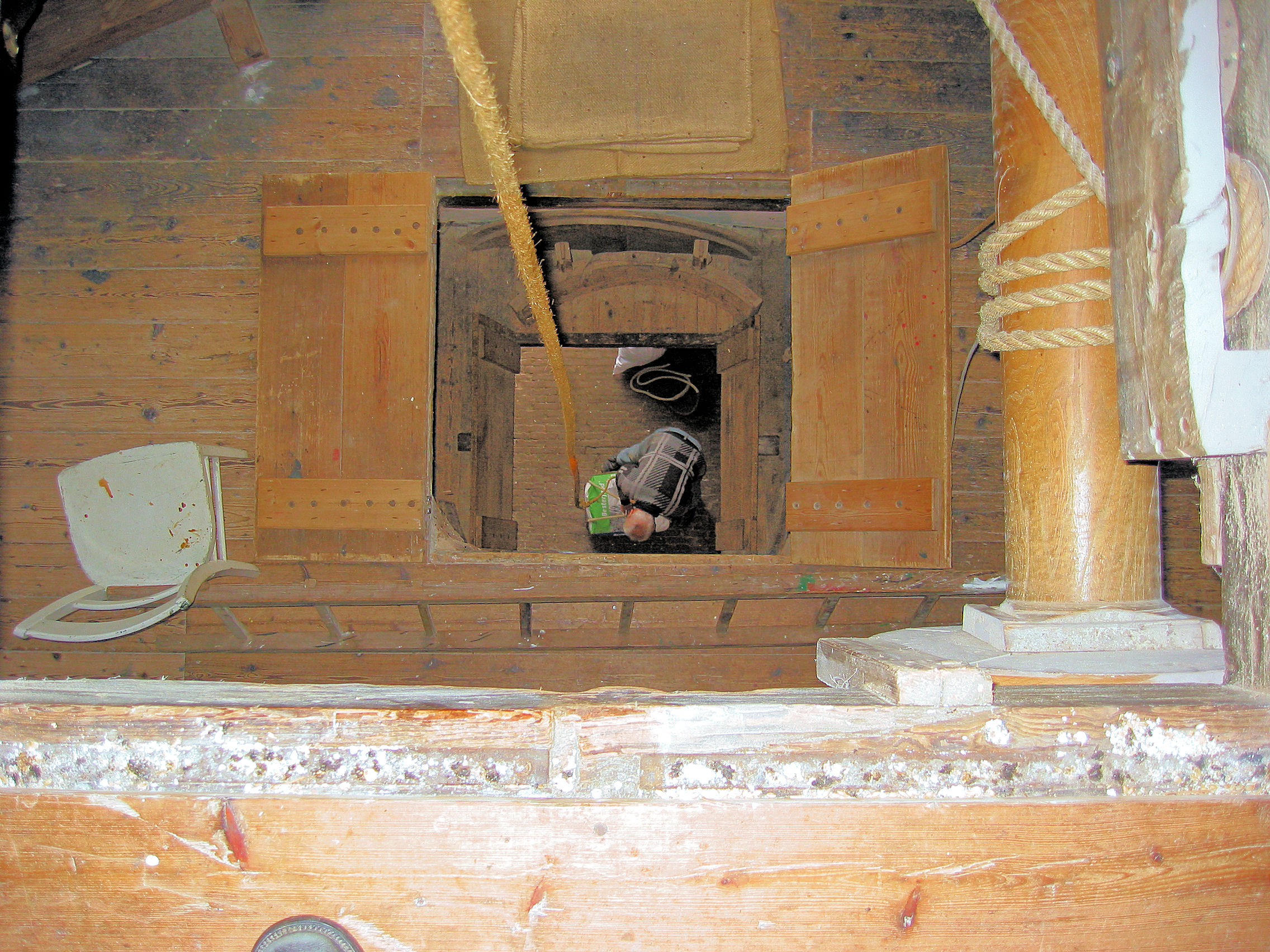
Opluien in de Walderveense molen

## Luiken
In elke vloer van de molen zit onder het luiwerk een luik, dat uit twee delen bestaat, waardoor de zakken opgehesen kunnen worden. De luiken gaan naar boven toe open zodra een zak ertegen aankomt. Na het passeren van de zak klappen de luiken weer dicht.

## Fotogalerij

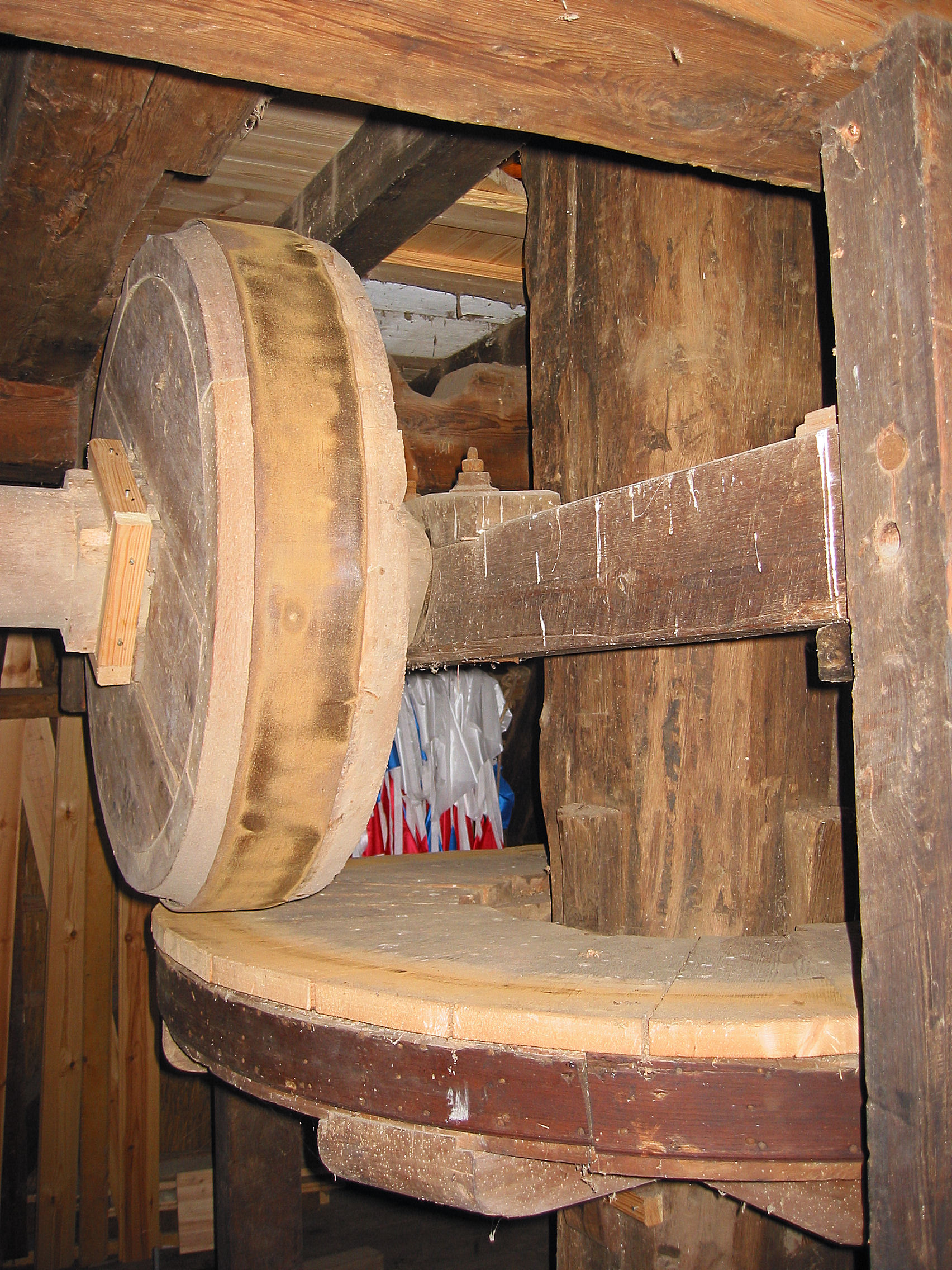
Luitafel met luiwiel van de De Hoop (Appel). Het luiwiel wordt op de luitafel neergelaten.
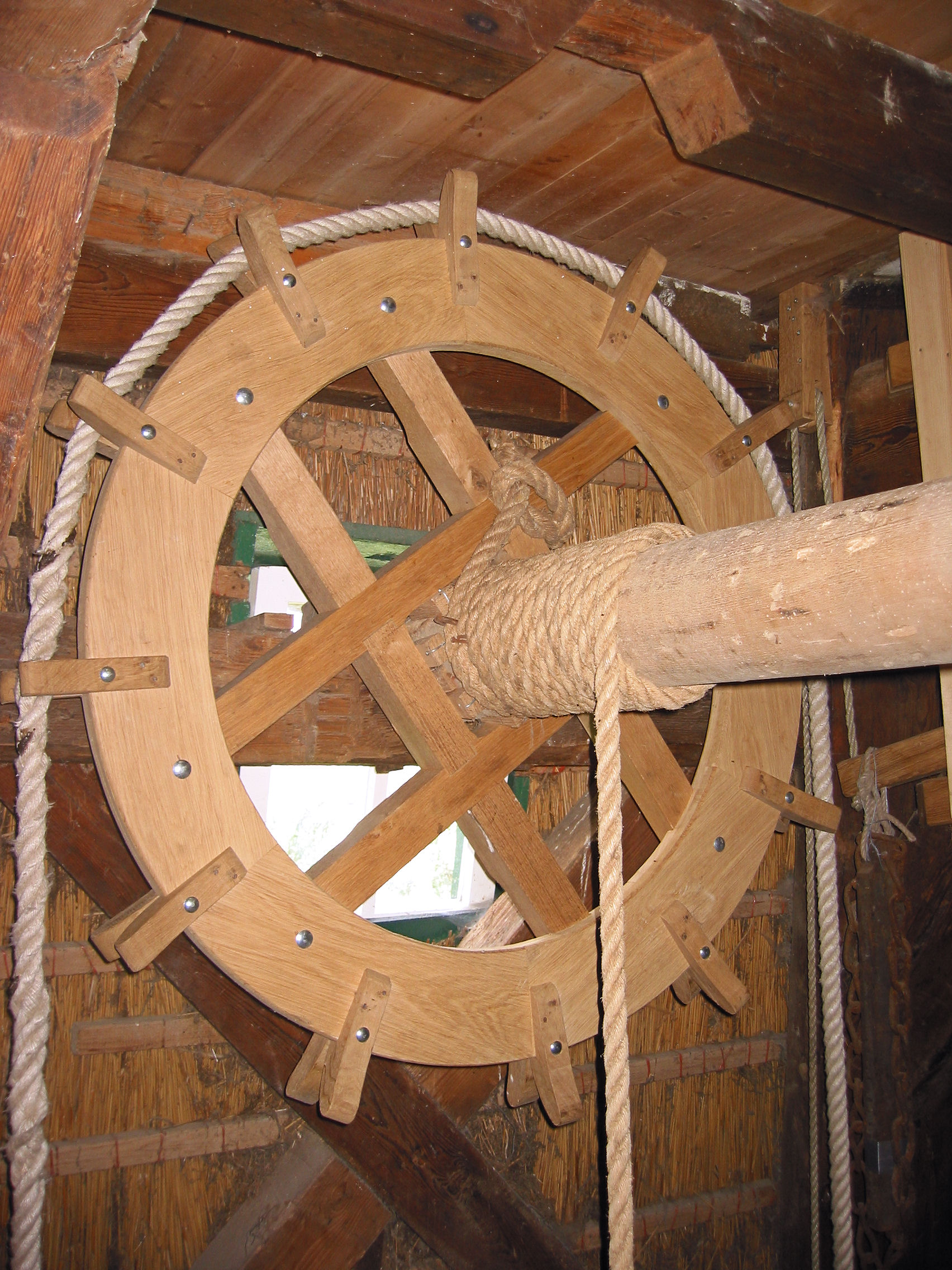
Gaffelwiel van de De Hoop in Appel
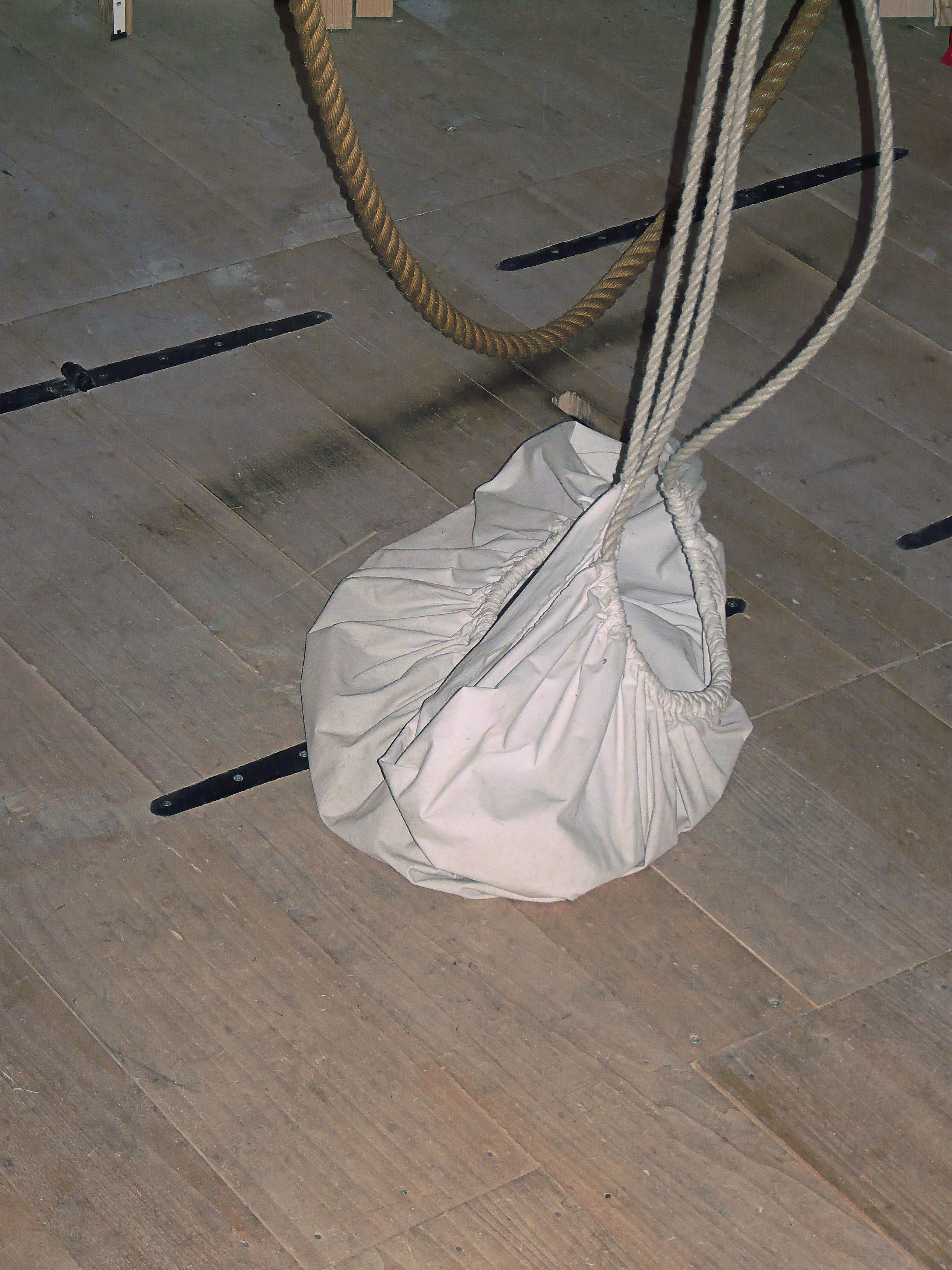
Luimat
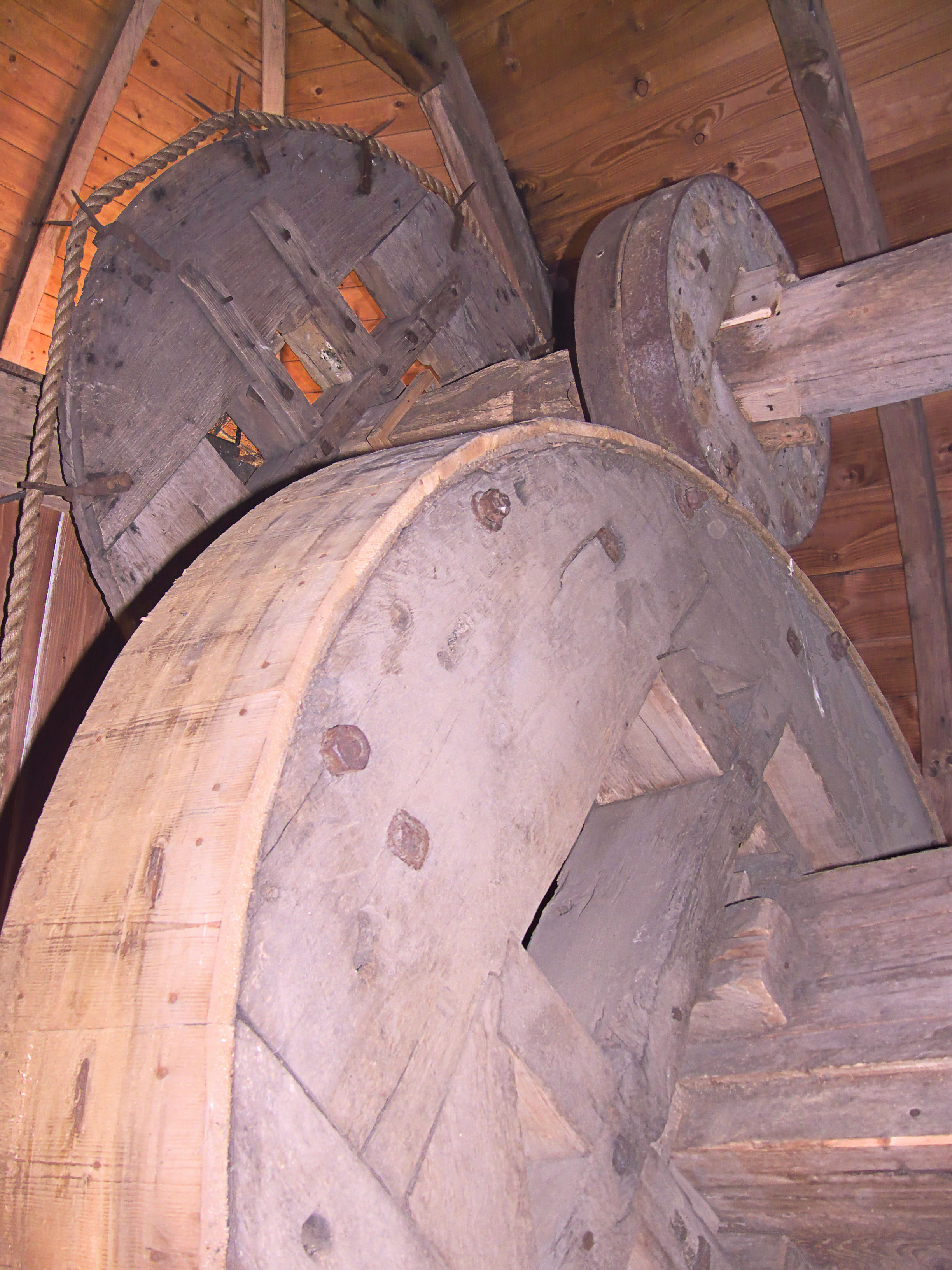
Luiwerk in de standerdmolen De Vlijt (Geffen)
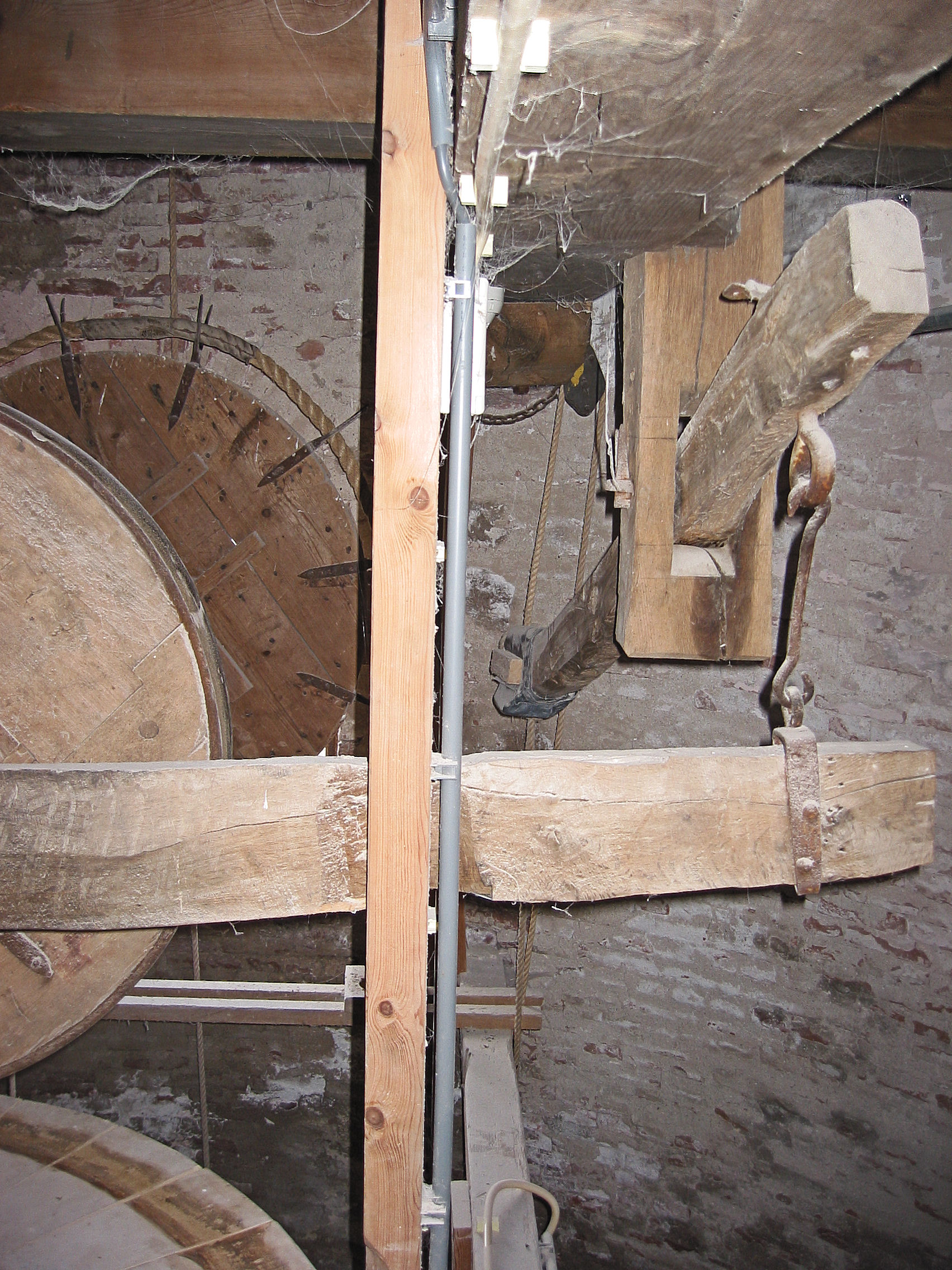
Lichtboom en pasbrug van de De Hoop (Garderen).
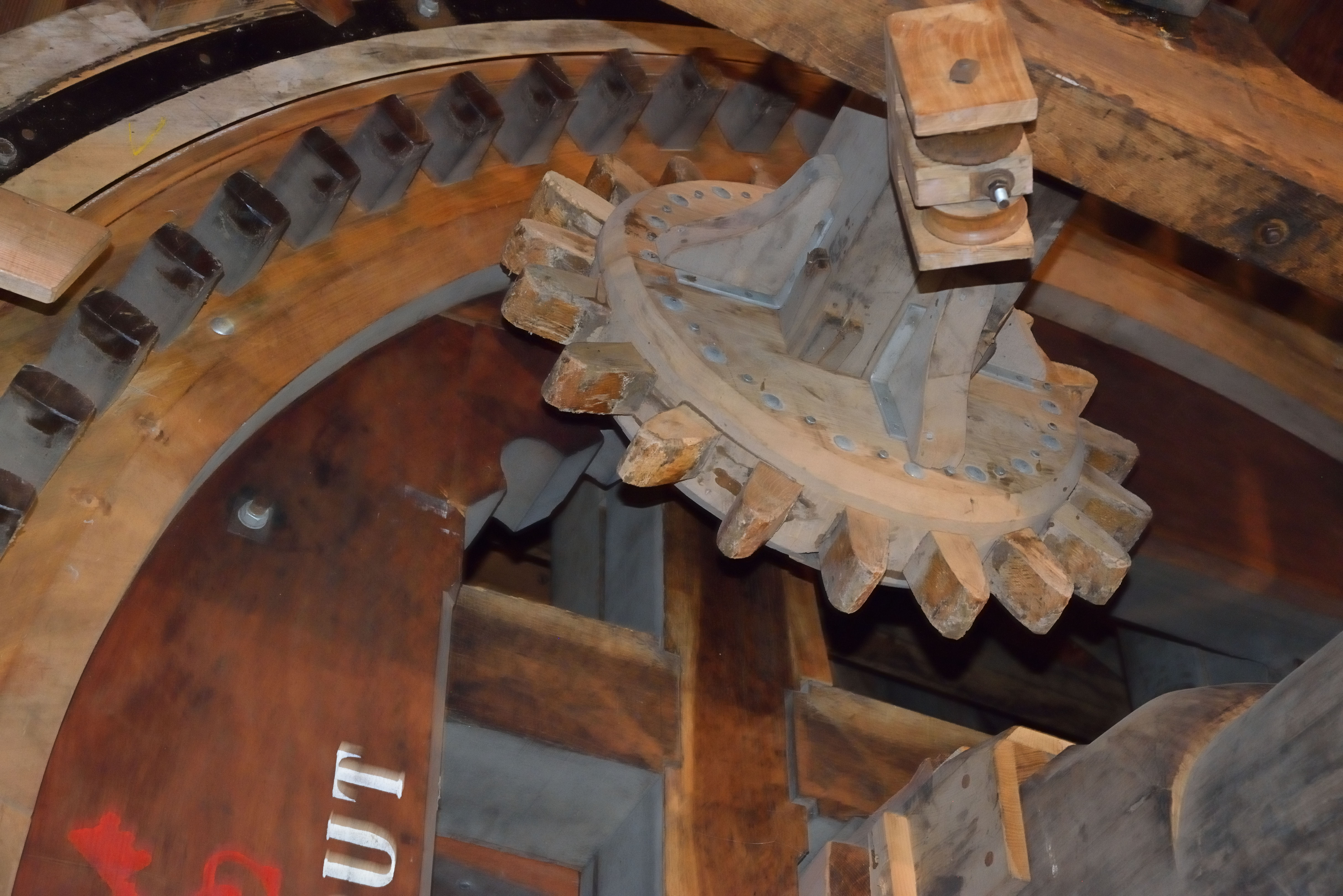
Varkenswiel (kammenwiel) van de standerdmolen De Put (Leiden)
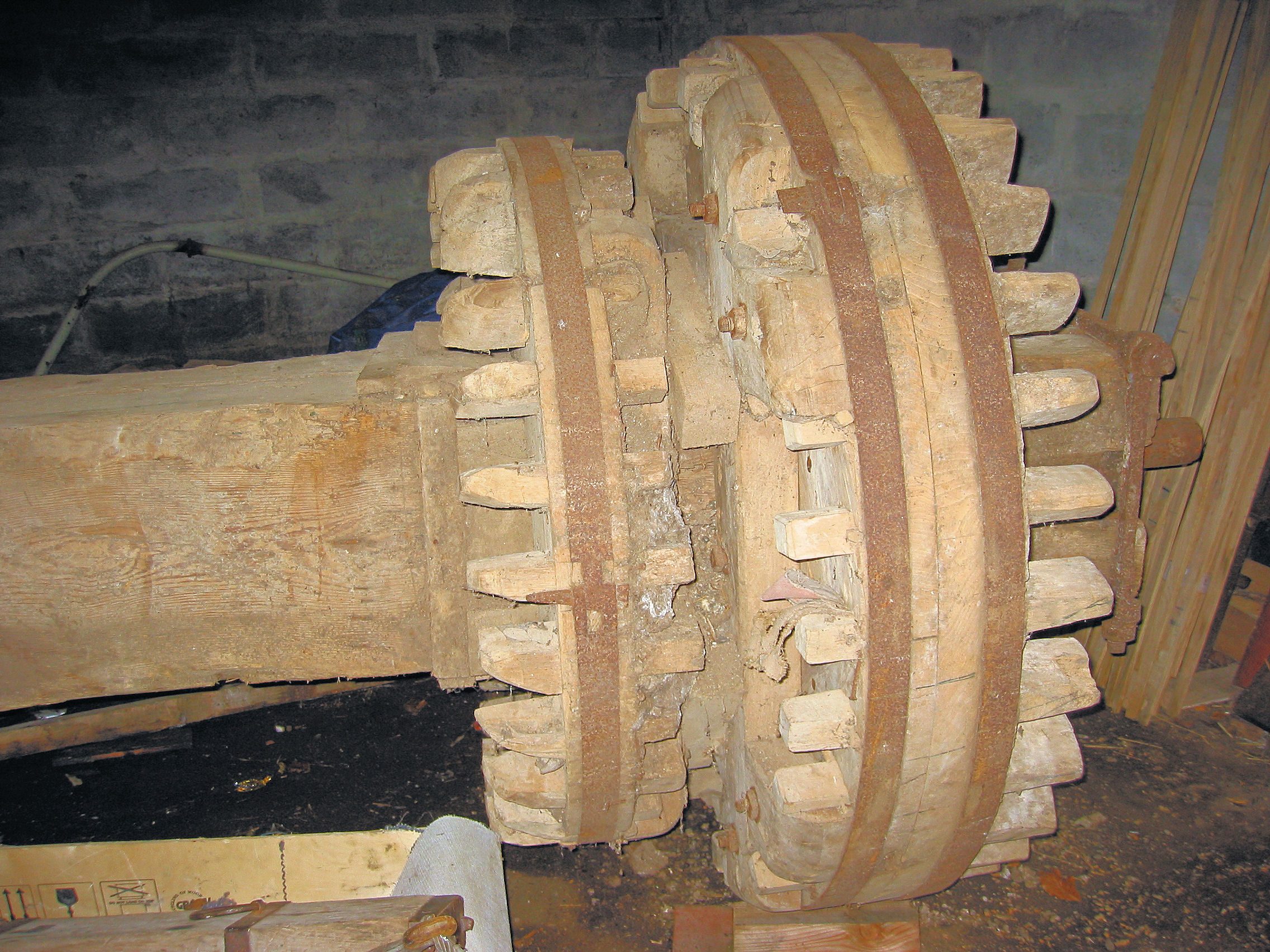
Luibonkelaar van de Concordiamolen
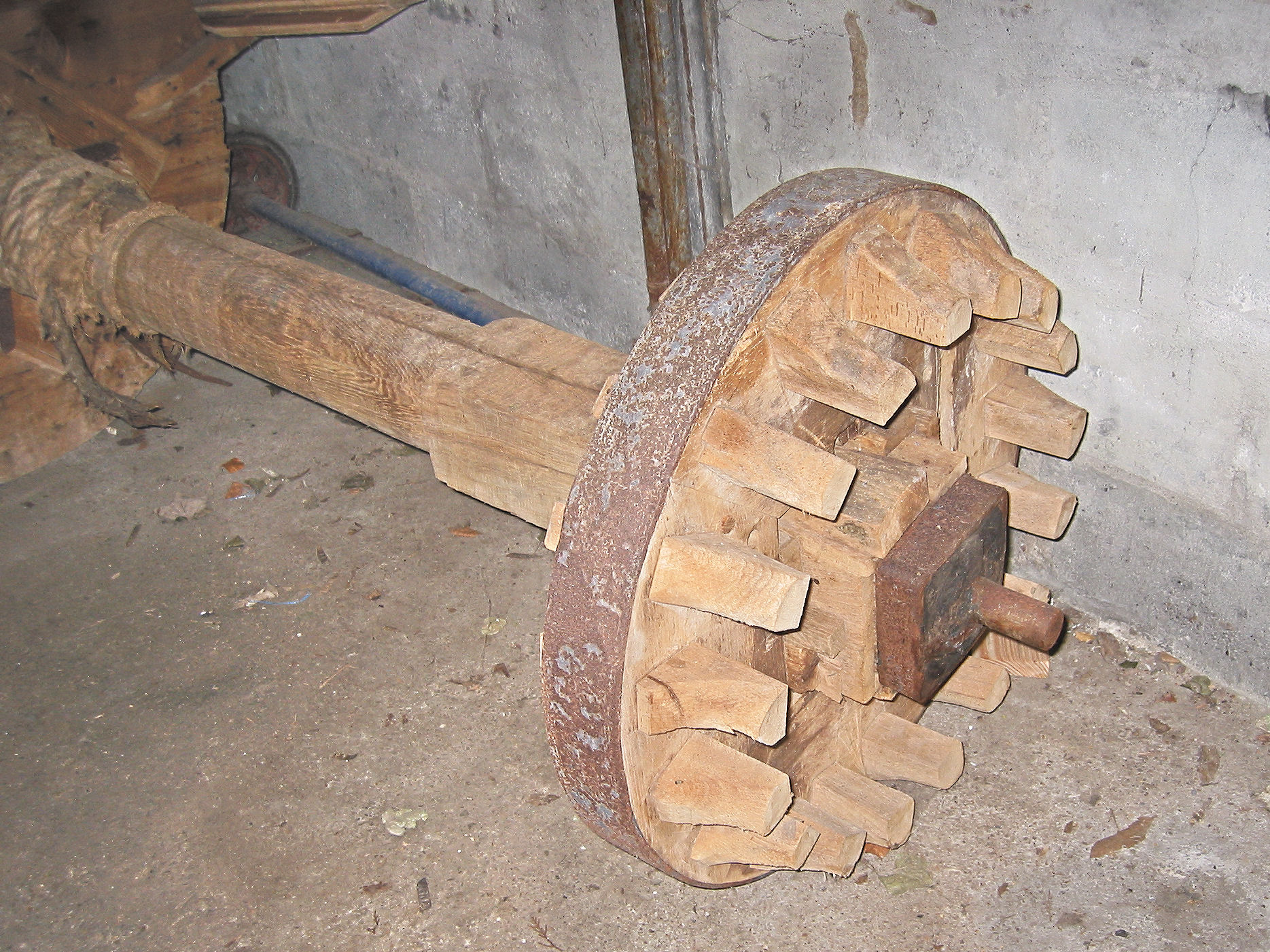
Kammenluiwiel van de Concordiamolen. Let op de speciale vorm van de kammen.
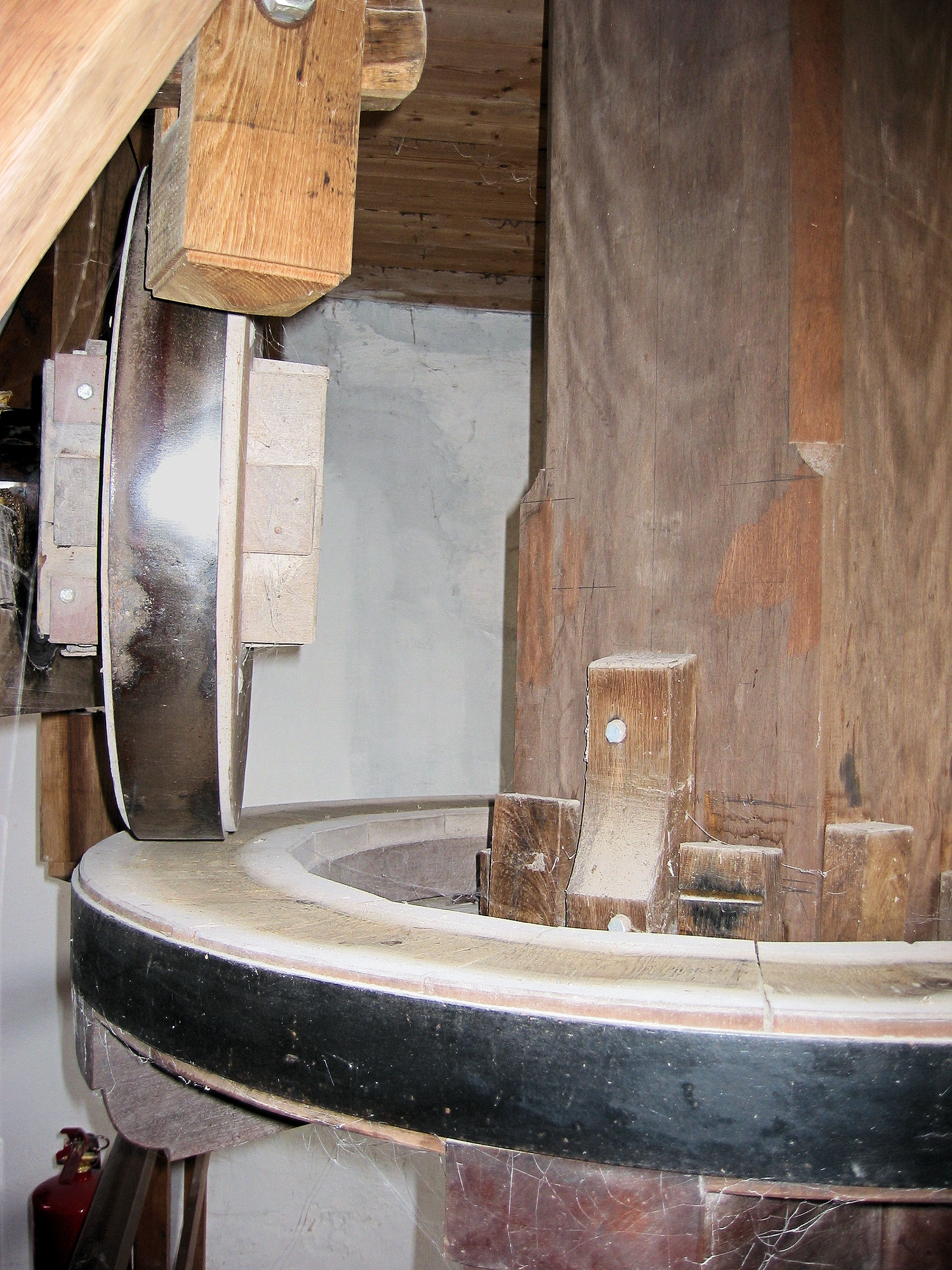
Sleepluiwerk van de molen Op Hoop Van Beter
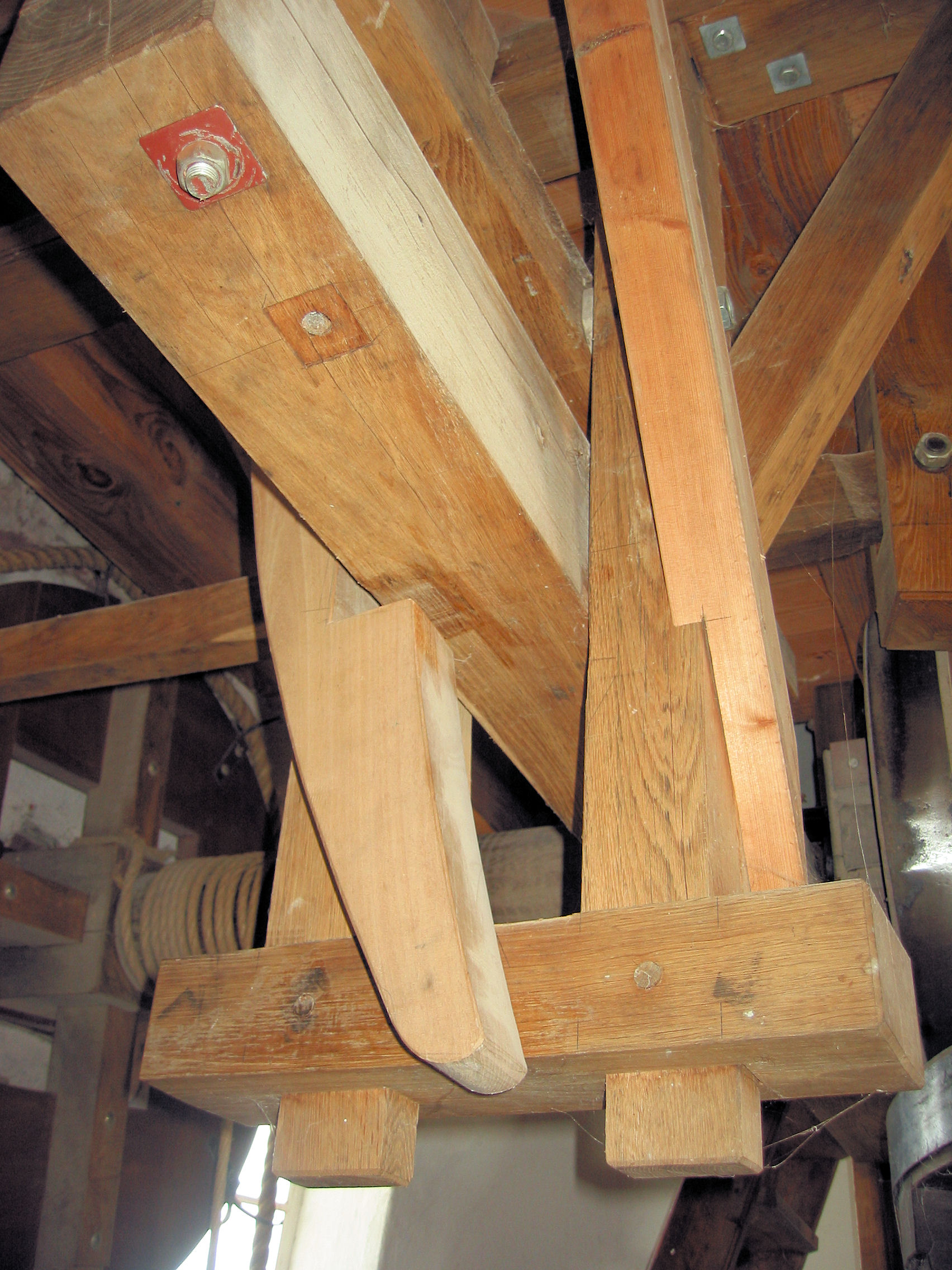
Vangbalk sleepluiwerk van de molen Op Hoop Van Beter